# Bruno Alves

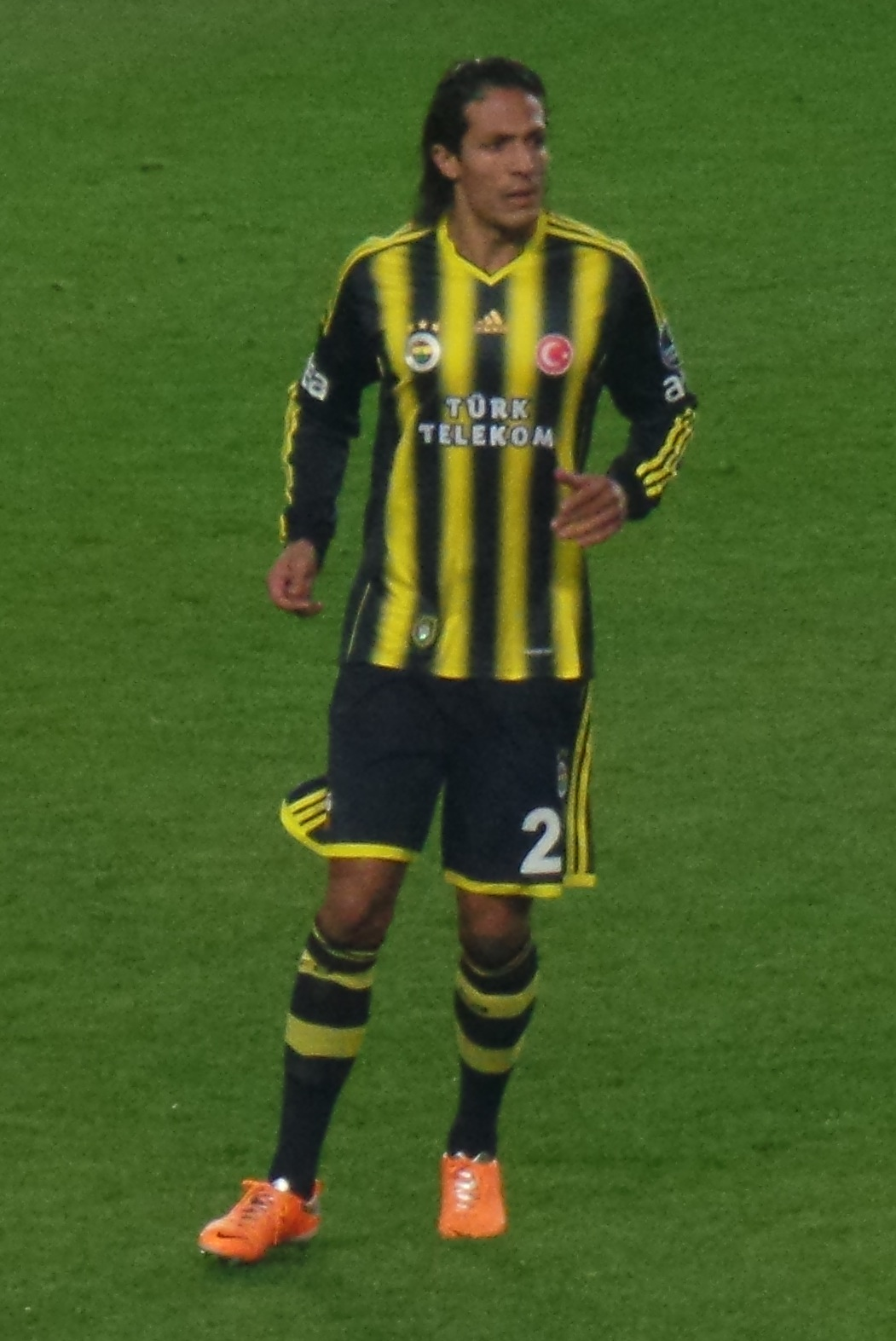
Bruno Alves (2014)

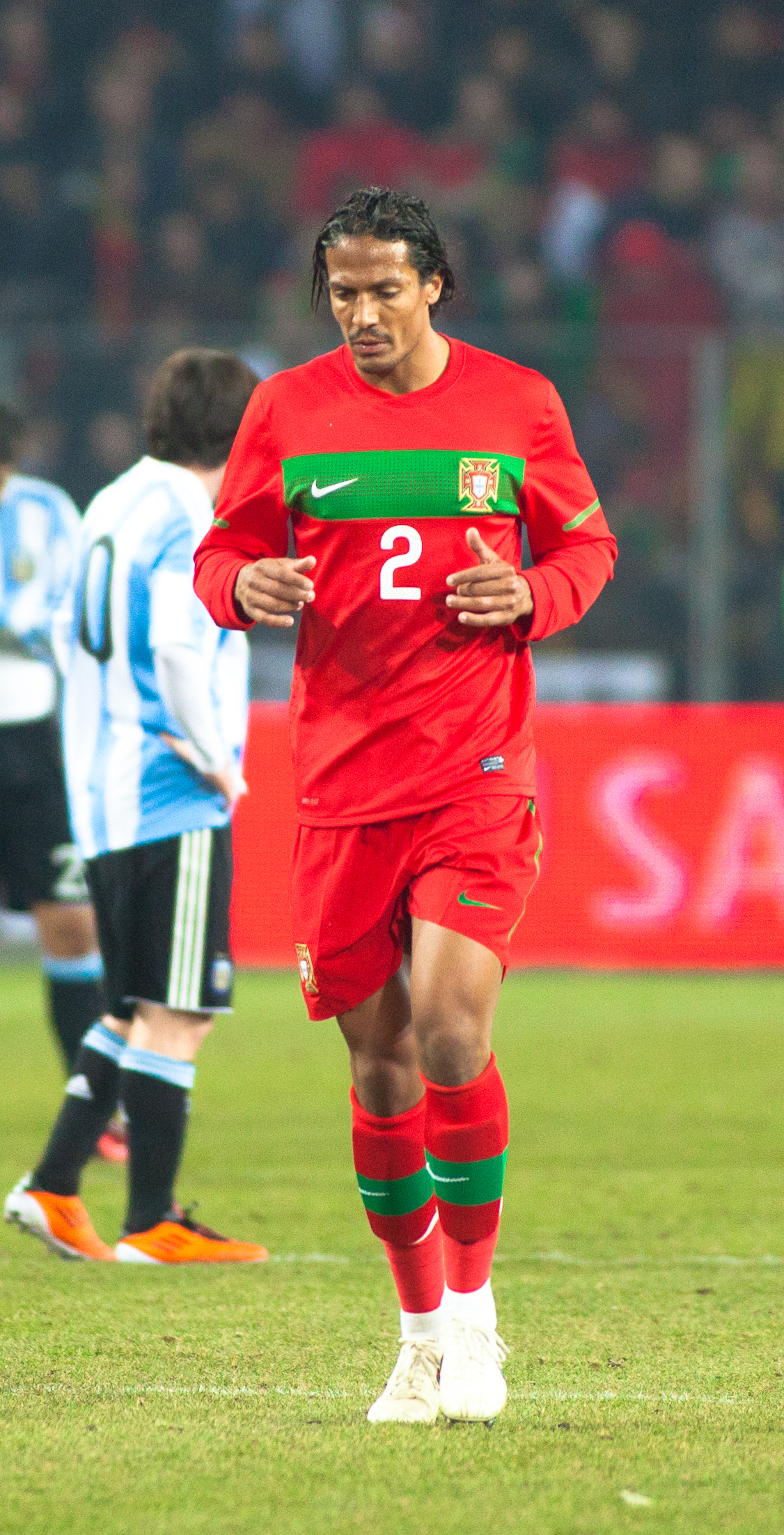
Bruno Alves (2011)

Bruno Eduardo Regufe Alves (* 27. November 1981 in Póvoa de Varzim) ist ein ehemaliger portugiesischer Fußballspieler brasilianischer Abstammung.

## Karriere

### Verein
Er ist der Sohn des ehemaligen Fußballspielers Washington Alves von Flamengo Rio de Janeiro und jüngerer Bruder von Geraldo. Bruno Alves ist ein großgewachsener (189 cm) Abwehrspieler, der bei seinen Vereinen meist in der Innenverteidigung eingesetzt wird. Ausgebildet wurde er in den Fußballschulen des FC Porto. Vorher war er als Jugendspieler an SC Farense, Vitória Guimarães und an den griechischen Erstliga-Verein AEK Athen ausgeliehen.
Im August 2010 wechselte Alves für eine Ablösesumme in Höhe von 22 Millionen Euro vom FC Porto zu Zenit St. Petersburg. Mit Zenit wurde er russischer Meister 2010, schied aber in den Play-offs der UEFA Champions League 2010/11 gegen AJ Auxerre aus. In der UEFA Europa League 2010/11 erreichte er mit der Mannschaft das Achtelfinale, wo Zenit gegen FC Twente Enschede ausschied. In der UEFA Champions League 2011/12 kam er in drei Gruppenspielen zum Einsatz und anschließend in den beiden Achtelfinalspielen gegen Benfica Lissabon. Nach einem 3:2-Sieg im Heimspiel wurde das Rückspiel mit 0:2 verloren. In der Premjer-Liga 2011/12 belegte er mit Zenit nach der ersten Runde den ersten Platz, der dann auch in der Meisterschaftsrunde verteidigt werden konnte. Damit war Zenit für die Gruppenphase der UEFA Champions League 2012/13 qualifiziert. Dort konnte Zenit nur das dritte Spiel gegen den RSC Anderlecht und das letzte Spiel gegen den AC Mailand jeweils mit 1:0 gewinnen und belegte am Ende den dritten Platz, der immerhin das Weiterspielen im Sechzehntelfinale der UEFA Europa League 2012/13 ermöglichte. Dort traf Zenit auf den FC Liverpool. Alves wurde in den beiden Spielen, die Zenit dank der Auswärtstorregel überstand, aber nicht eingesetzt. Auch bei der 0:2-Achtelfinalhinspielniederlage gegen beim FC Basel saß er nur auf der Bank, beim 1:0 im Rückspiel wirkte er dann zwar wieder mit, das eine Tor reichte aber nicht zum Weiterkommen und nach 73 Minuten wurde er ausgewechselt. In der Liga belegte Zenit diesmal nur den zweiten Platz, der Zenit aber die Teilnahme an der Qualifikation zur UEFA Champions League 2013/14 ermöglichte. Als diese begann, war er aber nicht mehr in St. Petersburg.
Zur Saison 2013/14 wechselte Alves zum türkischen Vizemeister Fenerbahçe Istanbul. Er unterschrieb einen Dreijahresvertrag bis zum 30. Juni 2016. Fenerbahçe musste sich in der UEFA Champions League 2013/14 für die Gruppenphase qualifizieren, was aber nicht gelang. Zwar wurde in der 3. Qualifikationsrunde der FC Salzburg ausgeschaltet, in den Playoffs wurde aber gegen den FC Arsenal zweimal verloren. Immerhin hätte Fenerbahçe danach in der Gruppenphase der UEFA Europa League 2013/14 weiterspielen können. Im Juni 2013 wurde Fenerbahçe aber durch die Kontroll- und Disziplinarkammer der UEFA wegen des Manipulationsskandals für die folgenden drei Spielzeiten für alle europäischen Wettbewerbe gesperrt, wogegen auch der Einspruch vor dem CAS erfolglos blieb. Die türkische Meisterschaftssaison schloss er aber mit Fenerbahçe als Meister ab. In der Saison 2014/15 reichte es zum zweiten Platz und der Verein durfte dann auch an der Qualifikation zur UEFA Champions League 2015/16 teilnehmen, da ein Jahr der Sperre zur Bewährung ausgesetzt worden war. Fenerbahçe scheiterte aber in der 3. Qualifikationsrunde an Schachtar Donezk, dem ukrainischen Vizemeister. Als Verlierer durften die Türken aber an den Playoffs der UEFA Europa League 2015/16 teilnehmen, in denen sich die Mannschaft mit zwei Siegen gegen Atromitos Athen für die Gruppenphase qualifizierte. Zwar gelangen nur zwei Siege, im Heimspiel gegen Ajax Amsterdam und beim Auswärtsspiel bei Molde FK, dies reichte aber um als Gruppenzweiter hinter den Norwegern das Sechzehntelfinale gegen Lokomotive Moskau zu erreichen, das auch überstanden wurde. Im Achtelfinale reichte dann ein 1:0-Heimsieg gegen seine Landsleute von Sporting Braga nicht, da das Rückspiel mit 1:4 verloren wurde. Die Liga schloss Fenerbahçe auch wieder als Vizemeister ab und hatte sich damit die Teilnahme an der 3. Qualifikationsrunde der UEFA Champions League 2016/17 gesichert.
Ab dem Sommer 2016 stand Alves für eine Saison beim italienischen Verein Cagliari Calcio unter Vertrag. Mit den Sarden belegte er in der Saison 2016/17 den elften Platz. Im Jahr 2017 folgte ein Wechsel zu den Glasgow Rangers nach Schottland. Alves belegte mit den Rangers in den Meisterschafts-Play-offs den dritten Platz. Der Zweijahresvertrag wurde am 11. Juli 2018 vorzeitig aufgelöst. Wenige Tage später unterschrieb Alves einen Einjahresvertrag beim italienischen Erstligaaufsteiger Parma Calcio. Im Februar 2019 verlängerte er seinen Vertrag um ein weiteres Jahr bis Ende Juni 2020 und im Januar 2020 nochmals um ein Jahr bis Ende Juni 2021. Nach dem Abstieg in der Saison 2020/21 kehrte der 39-jährige Alves nach 16 Jahren zurück nach Athen und unterschrieb einen Einjahresvertrag beim griechischen Erstligisten Apollon Smyrnis. Am Ende der Spielzeit 2021/22 stieg er mit dem Hauptstadtklub ab.
Im Juni 2022 kündigte Alves seinen Rücktritt vom aktiven Sport an. Kurz darauf wurde er neuer Sportdirektor bei AEK Athen.

### Nationalmannschaft
Bruno Alves debütierte am 5. Juni 2007 im Freundschaftsspiel gegen Kuwait in der portugiesischen Nationalmannschaft. Fortan gehörte er zur Stammformation und war ein wichtiger Bestandteil der portugiesischen Auswahl bei der erfolgreichen Qualifikation für die EM 2008. Im Qualifikationsspiel gegen Aserbaidschan schoss er am 13. Oktober 2007 sein erstes Länderspieltor. Bei der EM-Endrunde kam er jedoch nur im dritten Gruppenspiel zum Einsatz und Portugal schied im Viertelfinale gegen Deutschland aus.
In der Qualifikation für die WM 2010 bestritt er sieben Spiele und erzielte beim 2:1-Sieg gegen Albanien in der 90. Minute den Siegtreffer. Auch in den beiden Playoffspielen gegen Bosnien und Herzegowina, die jeweils mit 1:0 gewonnen wurden, kam er zum Einsatz und erzielte im Heimspiel das Tor des Tages. Bei der WM-Endrunde in Südafrika verpasste er keine Minute der vier portugiesischen Spiele, schied aber im Achtelfinale gegen den späteren Weltmeister Spanien aus.
In der anschließenden Qualifikation für die EM 2012 wurde er in acht von zehn Spielen eingesetzt. Während der EM-Endrunde verpasste er erneut keine Minute und erreichte mit Portugal das Halbfinale, welches im Elfmeterschießen ein weiteres Mal gegen Spanien verloren ging, wobei Bruno Alves mit seinem Versuch vom Punkt gescheitert war.
In der Qualifikation für die WM 2014 kam er lediglich in den beiden letzten Qualifikationsspielen nicht zum Einsatz. In den Playoffs gegen Schweden, in denen sich Portugal das WM-Ticket sicherte, stand er wieder in der Startformation. Insgesamt erzielte er im Verlauf der Qualifikation vier Tore und war damit drittbester portugiesischer Torschütze. Bei der WM-Endrunde in Brasilien absolvierte er alle drei Vorrundenspiele, nach denen Portugal vorzeitig ausschied.
In der Qualifikation für die EM 2016 bestritt er vier von acht Spielen. Im Anschluss wurde er in das portugiesische Aufgebot für die Europameisterschaft 2016 berufen. Dort kam er im Halbfinale gegen Wales als Ersatz für den verletzten Pepe zu seinem einzigen Einsatz und wurde mit der Mannschaft Europameister.

## Erfolge und Auszeichnungen

### Verein
- FC Porto
  - Portugiesischer Meister: 2006, 2007, 2008, 2009
  - Portugiesischer Pokalsieger: 2006, 2009, 2010
  - Portugiesischer Supercupsieger: 2006, 2009
  - Fußballer des Jahres von Portugal: 2009

- Zenit St. Petersburg
  - Russischer Meister: 2010, 2012
  - Russischer Supercupsieger: 2011

- Fenerbahce Istanbul
  - Türkischer Meister: 2014
  - Türkischer Supercupsieger: 2014

### Nationalmannschaft
- Portugiesische U-21-Nationalmannschaft (2002–2004)
  - U-21-Europameisterschaft:
    - Teilnahme 2002 (1 Einsatz)
    - Dritter 2004 (5 Einsätze)
- Portugiesische Olympiaauswahl (2004)
  - Olympische Spiele:
    - Teilnahme 2004 (2 Einsätze)[16]
- Portugiesische A-Nationalmannschaft
  - UEFA-Europameisterschaft:
    - Viertelfinalist 2008 (1 Einsatz)
    - Halbfinalist 2012 (5 Einsätze)
    - Europameister 2016 (1 Einsatz)

  - FIFA-Weltmeisterschaft:
    - Achtelfinalist 2010 (4 Einsätze)[16]

  - FIFA-Konföderationen-Pokal
    - 3. Platz 2017 (3 Einsätze)